# یونکوما

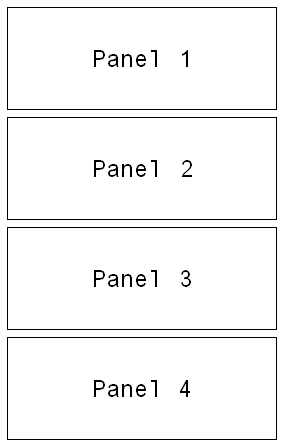
چیدمان سنتی یونکوما

مانگای یونکوما (۴コマ漫画، "مانگای چهار سلولی" با مخفف: 4-koma) یک قالب داستان مصور است که معمولاً از چهار پانل با اندازه یکسان تشکیل شده که از بالا به پایین چیده شده‌اند. البته گاهی اوقات این چهار پانل در یک ردیف افقی از سمت راست به سمت چپ قرار می‌گیرند و یا در سبک 2 × 2 اجرا می‌شوند، که این بسته به انتشارات و طراحی مانگا متفاوت است. اگرچه کلمه یونکاما از زبان ژاپنی آمده، اما این سبک در خارج از ژاپن در سایر کشورهای آسیایی و همچنین در بازار انگلیسی‌زبان نیز وجود دارد، به ویژه در اواسط قرن 20 در ایالات متحده با انتشار بادام‌زمینی‌ها این فرمت بسیار محبوب شد.